# 寺田貴信
寺田 貴信（てらだ たかのぶ、1969年11月11日 - ）是日本遊戲製作人。京都府出身。血型B型。關西學院大學社會學部畢業。
曾在萬代南夢宮娛樂（BNEI）旗下的電玩遊戲「超級機器人大戰」（「機戰」）擔任製作人。過去隸屬於萬普、BNEI的子公司的遊戲開發部門・B.B. Studio。
2021年12月10日，在超級機器人大戰直播節目中透漏在2021年8月時就從 B.B. Studio 以及萬代南夢宮控股控股集團離職並成為自由製作人、企劃與遊戲創作者，但會以顧問身分參與機戰系列的製作。。

## 作為《機戰》的製作者
- 為帕布雷斯特（現・萬代南夢宮娛樂）代表作《超級機器人大戰》的製作人。過去曾以「寺田大將軍」之名出現在TV廣告等宣傳活動中，而經常被人誤認為是個廣告人、不過他直接說明從入社以來就是個遊戲製作人員。但由於經常在雜誌訪談、廣播中等不同媒體中出現而被說是實質的的廣告看版。
- 自己也是超級機器人・特攝片狂熱愛好、現在也還會收集組裝模型。小時候受到《無敵鐵金剛》、《金剛大魔神》、《超力電磁俠》、《合身戰隊》等片的影響、学生時，由於沒有機器人動畫迷的朋友，讓他因此沉迷在《機動戰士GUNDAM》之中。對他產生影響的作品還有《機動戰士Z GUNDAM》、《傳說巨神》這兩部動畫，還讓他因此說出「在自己的青春時代，如果沒看到這2部作品的話，將會改變我的人生觀」。另外也相當喜歡《無限地帶23》這部作品、並讓該作在《超級機器人大戰D》登場時，還在廣播（《日昇廣播》）中真心地說出對於這部作品的仰慕。然後在2008年6月28日舉辦的活動「機戰Z ～真夜中之宴～」之中，也依然表現出對於這部作品的熱愛。
- 曾在《超級機器人大戰ORIGINAL GENERATION》、《超級機器人大戰OG -Divine Wars-》中負責一部份的劇本。故事內容表現出他的傾向、那就是比起答案更加重視第一次衝擊帶來的效果。例如Dynamic General Guardian的名字即是由寺田命名。但一方面由於寫作不是他的本業。所以本人對於寫劇本這件事還會說出「（以玩家角度來看）真讓人高興不起來」。
- 因此如同上述，比起像是數學般的正確答案，他更重視的是感覺的這一方面。

在《OGS》攻略本的訪談中也說出「比起讓人家認真地想事情、3秒中就能讓人想出來的事情會更好」。
就算是《機戰OG》的角色分派、也能在腦中自行想像適合角色性格的聲優聲音（這個工作被他說是「腦内再生」）。例如《OGS》中登場的「亞克賽爾·阿爾瑪（アクセル・アルマー）」聲音，因為認為神奈延年的聲音很適合、讓他在數日後向角色設定‧森住惣一郎提出這件事，還得到對方認同說「我也這樣想」、也因此讓寺田成為這位角色聲音分配的決定者。他所起用的聲優、多為知名度低的新人或中堅的老手、較少起用年輕有名的聲優。在《無限邊疆》中雖然有起用年輕有名的女新人聲優，不過這部作品卻是他人擔任製作人。
- 從《第4次超級機器人大戰S》以後的系列作，主角的生日・血型都能自行設定、但如果選擇和寺田一樣11月11日生、B型，就會得到擁有強力精神指令的角色而成為系列作中最為人熟悉的特色。
- 和製作《機戰》系列CM、PV等作品的畫面表現人員嶋崎直登的點子中去掉玩笑的部份都加以實現、在反覆延期才發售的《超級機器人大戰OG ORIGINAL GENERATIONS》發售日當天（2007年6月28日）、有一段他本人親自演出的一方面說著「可以了喔～!」而在早上的秋葉原電器街上奔馳的WEB用廣告。這段收錄在官方部落格內的廣告總共超過兩千人進去觀賞、就連在《機戰OG》配音的粉絲置鮎龍太郎、「スパログ」執筆者之一的相澤舞也都有参加。廣告本身還在發售當天，在官網內進行「期間限定」的下載。
- 曾對《火星機器人大決戰！》（火星ロボ大決戦!）的兩本單行本進行評論。當被人問到「要不要讓《火星機器人》參加機戰呢?」，笑著說「被聽到會很困擾呀」。
- 喜歡在遊戲中使用德語、不過本人卻強調這是另一工作人員‧森住的興趣、他自己則是喜歡超軍神（ダイゼンガー）等很直接的名字。
- 認為取名字就是要「稍微俗氣點好」、這是本人過去時，由前輩給他的建議。[4]
- 由於和《超級機器人大戰α》系列的劇本有很深的關連。特別是《α》成為系列作中最賣的作品、而在網路上引起許多的評論，讓寺田也成為被人批評的靶子。這樣的騷動在匿名留言版上尤其更為嚴重、直到《α外傳》發售後。還有人作出以搗亂為目的ASCII藝術、對他進行人身攻擊。
近年的訪談中，他則是將原作擺在重要的位置、就連帕布雷思特公司也對該系列作相當尊重。
- 雖然在官方部落格中會要求玩家不要先洩露情報(1 （页面存档备份，存于）)、但他也會說出但事情發生了也沒辦法的話，另外本人某程度上也會在部落格中洩露情報。(2 （页面存档备份，存于）)。

## 其他人物像
- 体型有點肥胖、卻都因為太忙而又變瘦並因此反覆持續著這樣的情形。以前曾成功減肥過、在部落格中也公佈過自己的體重。
- 小時候曾被《無敵鐵金剛對暗黑大將軍》感動過[5]。
- 定期參加《日昇廣播》、但在忙於製作機戰時、也會多次缺席。在自己的家中為了播放而錄音時、會作擅長的什錦燒給主持人美鄉秋和節目的工作人員吃。另外還會滑雪、並在一群人前往滑雪場時還擔任美郷秋的教練。
- 寺田本人表示自己是相當容易緊張的類型、所以在擔任活動主持人時、要進行得内容在他的腦中都變成一片空白、就連客串演出時、也會因為無法講太多話而需要別人幫忙、所以他並不擅長站在大眾面前。其他，以前似乎就很容易「害臊」、當時在初次參加《日昇廣播》時、除了和工作人員聊天外，就不太愛和人講話（工作人員之後以說出「彼此都很害臊」的話）。而一度這樣持續著這樣的情況、而當時的來賓也都會在工作人員和寺田之間提供幫助。現在則已經沒有這種情況、就連溝通的部分也都沒有問題。
- 平常在人家面前講標準腔、但興奮時會變成關西腔。
- 有在柴田亞美所作的《ドキばぐ》及津島直人所畫的機戰合集漫畫中登場（時間則在《超級機器人大戰F》時）。不過在漫畫中的身材卻很瘦。
- 以前就是個遊戲狂、擔任大学弓道部的主將時，為了要買《勇者斗惡龍IV 被引導的人們》而在發售日當天利用特權，停止練習並跑去購買。然後進入帕布雷斯特後，買了NINTENDO64和《超級瑪利歐64》、還連續玩了12小時，結果隔天上班遲到而被上司訓了一頓[6]。
- 学生時因為是個動畫兼遊戲狂，所以不太愛出去並且在第3次超級機器人大戰α的攻略本中說出這事。另外以前的女友邀他「去看電影」，當他說出想看《機動戰士GUNDAM 逆襲的夏亞》時，立刻被拒絕。這件事似乎對他造成創傷、使他之後記不起和這位女友看的電影是甚麼。
- 在和「機戰」內容和系統相近的《SD GUNDAM G世代》系列中、每次都會花時間去玩。但對於機戰本身、卻因為工作而花了很多時間在上面的關係、所以他個人不太愛玩。在部落格中還透露，以前在『第3次α》發售日當天、跑去玩別的遊戲。
- 《超級機戰OG網路廣播 うますぎWAVE》收錄現場中，為了監督而會每次都來拜訪、當談到和《機戰》有關係的事情，而杉田智和講到和事實不一樣時，他當場吐嘈起來。從這之後就被四名主持人稱為「天神大人」（不過剛開始玩《機戰》的人，因為初期沒聽過《うますぎWAVE》，於是第31中有聽眾寄信來問說「天神大人是誰呀?」）。另外，被正在玩PSP版《超級機器人大戰MX 攜帶版》的齊藤梨繪，在廣播中直接詢問攻略的事情並且還教她如何攻略。然後就算是忙於製作時也一定會來、第34次中就以來賓身分參加。之後第37次中也來參加問答的部份。第40回中，為了要將禮物交給快要過生日的杉田，也來參加。第44次，原本要慶祝自己的生日、但為了作《OG外傳》而缺席、於是就在本人不在下慶祝自己的生日（之後、休到第48次、第49次才再度來到收錄現場）。另外第50次的記念播放中、擔任紀念企畫的猜迷大會的出題者。然後在來到《遠藤正明的歌魂》時、和其他主持人一起唱JAM Project的「SKILL」。順便一提、在JAM Project擔任《機戰》的主題曲時、他也來到錄音室裡拜訪。因此可說是以某種程度的成員身分來參加這些活動。
- 一直想要作美少女遊戲、雖然說總有一天會來作，但卻一直都沒實現。
- 有《うますぎWAVE》的聽眾寄信說「希望在自己工作的書店裡的機戰的攻略本區中，能有個廣告標語寫說來作個機戰的博覽會吧」，讓他認真地考慮這個點子（之後還回信說有加以採用）、另外又有聽眾寄信說「希望能幫我想在大學製作的機器人名字」時，也同樣幫他想了機器人的名字（同樣也加以採用）。
- 似乎喜歡傲嬌、當相澤舞問他「想要演什麼角色時?」、回答說傲嬌（《うますぎWAVE》第72次）。
- 因為擅長作什錦燒、所以在節目《うますぎWAVE》中發揮這項才藝時，還受到主持人們的稱讚。
- 在自己的部落格中透露是阪神虎的球迷。

## 小故事
作為遊戲製作人、其臉孔被業界和一般玩家所熟知、本人也多次參與雜誌訪談與廣播，在這之中還會說出發生在自己身上的事情而形成話題。後述的事件，也是在日昇廣播的網路版《日落廣播》中由本人親口說出。

### 寺田“布之服”事件
為了開發《機戰》而住公司時、只穿著T恤和內褲而且不小心就直接跑出去，結果就因此被關在外面。之後在被職員發現前一直待在監視器處十幾個小時。以後和上司聊起這件事的時候、還被人家笑說「你這樣呀，就算是《勇鬥》中的初期裝備都還有棍子可拿吧？」而被稱為布之服事件。

### 「機戰感謝祭」進行中卻腳抽筋
2005年2月，為了要驚奇發表《第3次超級機器人大戰α 終焉的銀河》而舉辦「機戰感謝祭」。所以以很少穿的西裝打扮出現並擔任主持人，與來賓水木一郎談話並為超級機器人大戰新作進行說明。但就在坐在椅子上進行談話時、腳卻突然抽筋了。由於極度的緊張和不習慣的打扮讓他因此陷入危機之中、並隨著時間的經過才逐漸回復、然後和另外的來賓綠川光聊到共通的話題時又再度發作、但最後活動仍然順利完成。但這個「腳抽筋」事件卻出現在帕布雷斯特「機戰」網站的報導之中、而成為粉絲之間廣為流傳的故事。

## 參加作品

### 遊戲
- 超級機器人大戰EX（1994年、SFC） - 除錯人員
- 第4次超級機器人大戰（1995年、SFC） - 除錯人員
- 第2次超級機器人大戰G（1995年、GB） - 製作人
- 第4次超級機器人大戰S（1996年、PS） - 製作人
- 新超級機器人大戰（1996年、PS） - 製作人
- 神聖伝メガシード 復活編（1997年、PS） - 製作人
- 超級機器人大戰F（1997年、SS） - 製作人
- グランドレッド（1997年、SS） - 製作人
- 超級機器人大戰F完結編（1998年、SS） - 製作人
- スーパーロボットスピリッツ（1998年、N64） - 製作人、設定、劇本
- 超級機器人大戰F（1998年、PS） - 製作人、CM演出
- アームド・ファイター（1999年、PS） - 製作人
- 超級機器人大戰F完結編（1999年、PS） - 製作人
- 超級英雄作戰（1999年、PS） - 製作人
- 超級機器人大戰完全版（1999年、PS） - 製作人
- 超級機器人大戰64（1999年、N64） - 製作人
- 超級機器人大戰α（2000年、PS） - 製作人、劇本、總監督
- 超級英雄作戰2（2000年、PS） - 製作人
- 超級機器人大戰α外傳（2001年、PS） - 製作人、構成、劇本、總監督
- 超級機器人大戰α for Dreamcast（2001年、DC） - 製作人、劇本
- 超級機器人大戰A（2001年、GBA） - 製作人
- 超級機器人大戰IMPACT（2002年、PS2） - 製作人
- 超級機器人大戰R（2002年、GBA） - 製作人
- 超級機器人大戰ORIGINAL GENERATION（2002年、GBA） - 製作人、劇本
- 第2次超級機器人大戰α（2003年、PS2） - 製作人、劇本
- 超級機器人大戰COMPACT3（2003年、WSC） - 製作人
- 超級機器人大戰D（2003年、GBA） - 製作人
- 超級機器人大戰Scramble Commander（2003年、PS2） - 製作人
- 超級機器人大戰MX（2004年、PS2） - 製作人、製作總指揮、CM演出
- 超級機器人大戰GC（2004年、GC） - 製作人
- 超級機器人大戰ORIGINAL GENERATION2（2005年、GBA） - 製作人、劇本補佐
- 第3次超級機器人大戰α 終焉的銀河（2005年、PS2） - 製作人、劇本、製作總指揮
- 超級機器人大戰J（2005年、GBA） - 製作人
- 超級機器人大戰MX 攜帶版（2005年、PSP） - 製作人
- 超級機器人大戰W（2007年、DS） - 製作人
- 超級機器人大戰OG ORIGINAL GENERATIONS（2007年、PS2） - 製作人、製作總指揮、劇本
- 超級機器人大戰Scramble Commander the 2nd（2007年、PS2） - 製作人
- 超級機器人大戰OG外傳（2007年、PS2） - 製作人、製作總指揮
- 無限邊疆 超級機器人大戰OG SAGA（2008年、DS） - 監製
- 超級機器人大戰Z（2008年、PS2） - 製作人
- 超級機器人大戰K（2009年、NDS） - 製作人
- 超級機器人大戰NEO（2009年、Wii） - 製作人
- 無限邊疆EXCEED 超級機器人大戰OG SAGA（2010年、DS） - 監製
- 異世紀機器人大戰：R（2010年、PS3） - 製作人
- 超級機器人大戰L（2010年、NDS） - 製作人
- 第2次超級機器人大戰Z 破界篇（2011年、PSP） - 製作人
- 第2次超級機器人大戰Z 再世篇（2012年、PSP） - 製作人
- 第2次超級機器人大戰Z 時獄篇（2014年、PS3、PSV） - 製作人
- 第2次超級機器人大戰Z 天獄篇（2015年、PS3、PSV） - 製作人

### 動畫
- 超級機器人大戰ORIGINAL GENERATION THE ANIMATION（2005年、OVA） - 製作人、監修
- 超級機器人大戰OG -Divine Wars-（2006年、TV動畫） - 監修、系列構成、劇本
- 超級機器人大戰OG -The Inspector-（2010年、TV動畫） - 監修、虎王機的聲音

### 電台
- 日昇廣播EX。 - 來賓
- 超級機戰OG網路廣播 うますぎWAVE - 監修、導演

### 廣播劇
- 超級機器人大戰α ORIGINAL SCORE（2000年、原聲帶） - ドラマパート原案
- 超級機器人大戰α ORIGINAL STORY（2001年、廣播劇） - 原案、系列監修、脚本
- 超級機器人大戰ORIGINAL GENERATION THE SOUND CINEMA（2005年、廣播劇） - 原案、監修
- 超級機器人大戰OG -The Inspector- 廣播劇（2011年、廣播劇） - 監修

### 作詞
- Psychic Energy（1997年）
- VANISHING TROOPER（2000年）
- ACE ATTACKER（2000年）
- 鋼の箱舟（2006年）
- Fairy Dang-Sing〜月下に妖精は舞う（2010年）

### 其他
- 超級機器人大戰スピリッツ遊戲故事 操作SRW（1998年、小說） - 監修
- 超機人 龍虎王傳奇（2003年、漫画） - 原作
- 電擊HOBBY雜誌 - 原創機器人解說

## 註腳
1. 1 2 3  . 2009-11-01  [2011-10-21]. （原始内容存档于2016-03-29）.
2. ↑  . メディア芸術カレントコンテンツ.   [2020-02-08]. （原始内容存档于2022-08-11）.
3. ↑  . gnn新聞. 2021-10-08  [2021-12-10]. （原始内容存档于2021-12-10） （中文）. 外部链接存在于|title= (帮助)
4. ↑  從他在部落格中所說
5. ↑  レッカ社 『語ろうシャア!』 カンゼン、2004年
6. ↑  マイコミ刊 『Nintendo DREAM 2008年1月号』

## 外部連結
- （日語） 熱血!必中!スパログ! （页面存档备份，存于） - 超級機器人大戰官方部落格
- 寺田貴信的X（前Twitter）(其個人帳戶，並非《機戰》官方帳號)